# Liste der Eisenbahnstrecken in Portugal
Dies ist eine Liste der Eisenbahnstrecken in Portugal, sowohl der derzeit in Betrieb befindlichen als auch der bereits stillgelegten Strecken. Alle Angaben basieren auf dem aktuellen Dirétorio da Rede 2022, auf Deutsch Netzbericht 2022, der staatlichen, portugiesischen Infrastrukturgesellschaft Infraestruturas de Portugal. Die Bezeichnungen linha und ramal sind in etwa mit den deutschen Wörtern Hauptbahn beziehungsweise Nebenbahn gleichzusetzen.
Das komplette Gleisnetz umfasst 2533,9 Kilometer, davon sind 2438,4 Kilometer in iberischer Breitspur, 95,5 Kilometer in Meterspur (ausschließlich Linha do Vouga). 1827,9 Kilometer des Netzes sind eingleisig, 562,8 Kilometer zweigleisig und 47,7 Kilometer mehrgleisig. 1771,5 Kilometer sind mit 25 KV/50 Hz elektrifiziert, 25,4 Kilometer mit 1500 V (ausschließlich die Linha de Cascais), der Rest (836,7 Kilometer) wird mit Dieseltriebwagen und Diesellokomotiven befahren.

## Eisenbahnstrecken mit regelmäßigen Verkehr
In dieser Liste sind alle Haupt- und Nebenbahnen mit regelmäßigem Personen- und/oder Güterverkehr aufgelistet. Nicht enthalten sind sehr kurze Verbindungsstrecken zwischen verschiedenen Eisenbahnstrecken, die jedoch (teilweise) im Netzbericht der IP genannt werden. Dazu gehören die Verbindungsstücke von São Gemil, Verride, Norte de Setil, Bombel, Sete Rios, Xabregas, Poceirão, Ermidas, Funcheira, Nine und Tunes. Sie sind zwischen ein und acht Kilometer lang. Ebenso nicht enthalten ist die Umgehungsbahn von Alcácer do Sal (Variante de Alcácer).
| Name der Strecke      | Strecke                                          | Spur- weite in mm | Länge in km | Betriebsart             | er- öffnet | Betrieb durch      | Bemerkungen |
| --------------------- | ------------------------------------------------ | ----------------- | ----------- | ----------------------- | ---------- | ------------------ | --- |
| Linha do Alentejo     | Barreiro–Beja                                    | 1668              | 166,3       | 25KV, 50 Hz AC / Diesel | 1861       | CP                 | Abschnitt Barreiro–Pinhal Novo auch als Linha do Sado bezeichnet, Barreiro–Casa Branca elektrifiziert (101,7 km), Abschnitt Beja–Funcheira eingestellt                                                        |
| Ramal de Alfarelos    | Bifurcação de Lares–Alfarelos                    | 1668              | 014,7       | 25KV, 50 Hz AC          | 1891       | CP                 | Verbindungsbahn zwischen Linha do Norte und Linha do Oeste; eingleisig |
| Ramal de Aljustrel    | Carregueiro–Algueiros                            | 1668              | 011,6       | Diesel                  |            | CP                 | nur Güterverkehr |
| Linha do Algarve      | Lagos–Vila Real de Santo António                 | 1668              | 139,9       | 25KV, 50 Hz AC / Diesel | 1912       | CP                 | zwischen Tunes und Vila Real de Sto Antonio elektrifiziert; zwischen Tunes und Lagos Elektrifizierung im Bau; komplett eingleisig                                                                             |
| Linha da Beira Alta   | Pampilhosa–Vilar Formoso                         | 1668              | 201,9       | 25KV, 50 Hz AC          | 1882       | CP                 | Pampilhosa–Luso (194,6 km) zweigleisig, ab Vilar Formoso weiter nach Spanien (Fuentes de Oñoro) |
| Linha da Beira Baixa  | Entroncamento–Guarda                             | 1668              | 239,8       | 25KV, 50 Hz AC          | 1891       | CP                 | Entroncamento–Covilhã elektrifiziert, Covilhã–Guarda seit 2009 gesperrt, Wiedereröffnung ursprünglich 2019 geplant (Eröffnung unklar); komplett eingleisig                                                    |
| Ramal de Braga        | Nine–Braga                                       | 1668              | 015,5       | 25KV, 50 Hz AC          |            | CP                 | |
| Linha de Cascais      | Lissabon Cais do Sodré–Cascais                   | 1668              | 025,5       | 1500 V DC               | 1889       | CP                 | einzige Strecke im portugiesischen Netz mit 1500 V DC-Elektrifizierung; Umbau auf 25KV, 50 Hz AC geplant |
| Linha de Cintura      | Lissabon Alcântara-Terra–Lissabon Braço de Prata | 1668              | 011,3       | 25KV, 50 Hz AC          |            | CP Fertagus        | Abschnitt Campolide–Roma-Areeiro viergleisig |
| Linha do Douro        | Ermesinde–Pocinho                                | 1668              | 164,4       | 25KV, 50 Hz AC / Diesel | 1875       | CP                 | Ermesinde–Caíde zweigleisig und elektrifiziert, Caíde–Marco de Canaveses eingleisig, seit 2019 elektrifiziert; Marco de Canaveses–Pocinho eingleisig und Dieselbetrieb;                                       |
| Linha de Évora        | Casa Branca (Escoural)–Évora                     | 1668              | 036,3       | 25KV, 50 Hz AC          | 1863       | CP                 | eingleisig |
| Linha de Guimarães    | Lousado–Guimarães                                | 1668              | 030,5       | 25KV, 50 Hz AC          | 1883       | CP                 | ursprünglich Meterspur, inzwischen auf iberische Breitspur umgespurt |
| Linha de Leixões      | Porto de Leixões–Contumil                        | 1668              | 018,9       | 25KV, 50 Hz AC          |            | CP                 | Wiederaufnahme des Personenverkehrs im September 2009, erneute Einstellung im Januar 2011 |
| Linha do Leste        | Abrantes–Elvas                                   | 1668              | 140,7       | Diesel                  | 1856       | CP                 | ab Elvas Weiterführung nach Spanien (Badajoz); Personen- und Güterverkehr, Personenverkehr 2012–2017 eingestellt; seit 29. August 2017 wieder ein Zugspaar täglich Entroncamento–Badajoz; komplett eingleisig |
| Ramal do Louriçal     | Louriçal–Soporcel / Celbi                        | 1668              | 005,5       | 25KV, 50 Hz AC          | 1993       | CP                 | nur Güterverkehr |
| Ramal da Lousã        | Coimbra-B–Coimbra-A                              | 1668              | 001,7       | 25KV, 50 Hz AC / Diesel | 1906       | CP                 | ursprünglicher Abschnitt bis Serpins an Metro Mondego übergeben, für Bauarbeiten eingestellt; Abschnitt Coimbra-B–Coimbra-A elektrifiziert, auch als Ramal de Coimbra bezeichnet                              |
| Linha do Minho        | Porto São Bento–Valença                          | 1668              | 133,6       | 25KV, 50 Hz AC          | 1875       | CP                 | ab Valença Weiterführung nach Spanien (Tui), um Porto vier-/zweigleisig, seit 2021 komplett elektrifiziert |
| Ramal de Neves-Corvo  | Ourique–Neves-Corvo                              | 1668              | 031,2       | Diesel                  | 1930       | CP                 | nur Güterverkehr |
| Linha do Norte        | Lissabon Santa Apolónia–Porto-Campanhã           | 1668              | 336,1       | 25KV, 50 Hz AC          | 1856       | CP                 | Abschnitt Santa Apolónia–Azambuja auch als Linha de Azambuja oder Linha de Vila Franca de Xira bezeichnet; 30,5 km viergleisig, Rest zweigleisig                                                              |
| Linha do Oeste        | Figueira da Foz–Agualva/Cacém                    | 1668              | 196,9       | 25KV, 50 Hz AC / Diesel | 1887       | CP                 | Abschnitt Figueira da Foz–Louriçal elektrifiziert, Elektrifizierung von Mira Sintra-Meleças–Caldas da Rainha geplant; 194,9 km eingleisig                                                                     |
| Linha de Sines        | Ermidas-Sado–Porto de Sines                      | 1668              | 050,7       | 25KV, 50 Hz AC          | 1936       | CP                 | nur Güterverkehr; komplett eingleisig |
| Linha de Sintra       | Sintra–Lissabon Rossio                           | 1668              | 027,5       | 25KV, 50 Hz AC          | 1887       | CP                 | 16,4 km zweigleisig; 11,1 km viergleisig |
| Linha do Sul          | Lissabon Entrecampos–Tunes                       | 1668              | 272,5       | 25KV, 50 Hz AC          | 1912       | CP Fertagus        | Vorortverkehr Lissabon–Setúbal betrieben durch Fertagus, auch als Eixo Norte/Sul bezeichnet; 69,7 km zweigleisig                                                                                              |
| Ramal de Tomar        | Lamarosa–Tomar                                   | 1668              | 014,8       | 25KV, 50 Hz AC          |            | CP                 | eingleisig |
| Linha do Tua          | Tua–Carvalhais                                   | 1000              | 058,2       | Diesel                  | 1887       | Metro de Mirandela | Abschnitt Tua-Carvalhais offiziell nur vorübergehend stillgelegt, Wiederinbetriebnahme faktisch aber wegen Bau eines Staudammes ausgeschlossen. Nicht im Besitz der IP.                                       |
| Linha de Vendas Novas | Vendas Novas–Setil                               | 1668              | 069,4       | 25KV, 50 Hz AC          | 1904       | CP                 | komplett eingleisig |
| Linha do Vouga        | Espinho–Aveiro                                   | 1000              | 095,8       | Diesel                  | 1908       | CP                 | komplett eingleisig |

## Stillgelegte Strecken und Streckenabschnitte
| Name der Strecke         | Strecke                          | Spur- weite in mm | Länge in km | Betriebsart | er- öffnet | still- gelegt | Betrieb durch         | Bemerkungen |
| ------------------------ | -------------------------------- | ----------------- | ----------- | ----------- | ---------- | ------------- | --------------------- | --- |
| Linha do Alentejo        | Beja–Funcheira                   | 1668              | 64,0        | Diesel      | 1861       | 2012          | CP                    | |
| Ramal de Cáceres         | Torre das Vargens–Marvão-Beirã   | 1668              | 72,4        | Diesel      | 1880       | 2012          | CP                    | komplett stillgelegt                                                                                           |
| Linha do Corgo           | Régua–Chaves                     | 1000              | k. A.       | Diesel      | 1906       | 1990/2009     | CP                    | 2009 komplett stillgelegt                                                                                      |
| Linha do Douro           | Pocinho–Barca d’Alva             | 1668              | k. A.       | Diesel      | 1873       | 1989          | CP                    | stillgelegt 1989 nach Einstellung der grenzüberschreitende Strecke nach La Fregeneda auf spanischer Seite 1985 |
| Linha de Évora           | Évora–Vila Viçosa                | 1668              | 75,0        | Diesel      | –          | 2009          | CP                    | im Rahmen der Modernisierung 2008/09 stillgelegt                                                               |
| Ramal da Figueira da Foz | Figueira da Foz–Pampilhosa       | 1668              | 50,4        | Diesel      | 1882       | 2009          | CP                    | früher Teil der Linha da Beira Alta, 2009 komplett stillgelegt                                                 |
| Linha de Guimarães       | Guimarães–Fafe                   | 1000              | k. A.       | Diesel      | 1938       | 1986/90       | CP                    | |
| Linha de Matosinhos      | Porto Trindade–Matosinhos        | 1000              | k. A.       | Diesel      | 1893       | 2002          | CP                    | 2002 zur Metro Porto übergegangen                                                                              |
| Ramal de Montemor-o-Novo | Torre de Gadanha–Montemor-o-Novo | 1668              | 12,8        | Diesel      | 1909       | 1989          | CP                    | 1989 komplett stillgelegt                                                                                      |
| Ramal do Montijo         | Pinhal Novo–Montijo              | 1668              | 10,6        | Diesel      | 1908       | 1989          | CP                    | 1989 komplett stillgelegt                                                                                      |
| Ramal de Mora            | Évora–Mora                       | 1668              | 60,0        | Diesel      | 1908       | 1990          | CP                    | 1990 komplett stillgelegt                                                                                      |
| Ramal de Moura           | Beja–Moura                       | 1668              | 58,8        | Diesel      | 1909       | 1989          | CP                    | 1989 komplett stillgelegt                                                                                      |
| Ramal de Portalegre      | Portalegre–Estremoz              | 1668              | 63,7        | Diesel      | 1937       | 1990          | CP                    | 1990 komplett stillgelegt                                                                                      |
| Linha da Póvoa           | Porto Trindade–Póvoa de Varzim   | 1000              | k. A.       | Diesel      | 1875       | 2002          | CP                    | 2002 zur Metro Porto übergegangen                                                                              |
| Ramal de Reguengos       | Évora–Reguengos                  | 1668              | 40,6        | Diesel      | 1927       | 1988          | CP                    | 1988 komplett stillgelegt                                                                                      |
| Linha do Sabor           | Pocinho–Duas Igrejas-Miranda     | 1000              | k. A.       | Diesel      | 1911       | 1989          | CP                    | 1989 komplett stillgelegt                                                                                      |
| Linha do Tâmega          | Livração–Arco de Baúlhe          | 1000              | k. A.       | Diesel      | 1909       | 1990/2009     | CP                    | 2009 komplett stillgelegt                                                                                      |
| Linha do Tua             | Carvalhais–Bragança              | 1000              | 75,6        | Diesel      | 1887       | 1992          | CP                    | |
| Ramal de Viseu           | Sernada do Vouga–Viseu           | 1000              | k. A.       | Diesel      | 1908       | 1989          | CP                    | 1989 komplett stillgelegt                                                                                      |
| Linha do Dão             | Santa Comba Dão–Viseu            | 1000              | k. A.       | Diesel      | 1890       | 1989          | CP                    | 1989 komplett stillgelegt                                                                                      |
| Linha de São Domingos    | Mina de São Domingos–Pomarão     | 1000              | k. A.       | Diesel      | 1858       | 1966          | Sabina Mining Company | komplett stillgelegt                                                                                           |